# Luis Mayol
Luis Alejandro Abel Mayol Bouchon (Santiago, 27 de noviembre de 1952) es un abogado, empresario, dirigente gremial y político chileno. Se desempeñó como ministro de Agricultura durante el primer gobierno de Sebastián Piñera. También fue intendente de la Región de la Araucanía desde el 11 de marzo de 2018 hasta su renuncia el 20 de noviembre de ese año. En 2021 resultó electo en representación del distrito N° 23 para formar parte de la Convención Constituyente establecida en el país para proponer una nueva carta fundamental.
Vinculado al campo por vía familiar, destacó en el sector como propietario y alto directivo de la empresa Copeval, y como presidente de la Sociedad Nacional de Agricultura (SNA), la asociación empresarial más antigua del país andino. 

## Familia
Nació como hijo del matrimonio conformado por Luis Alejandro Mayol Bravo y Berta Sonia Bouchon González. Criado en la provincia de Colchagua, durante su niñez vivió en el fundo que mantenía su familia en la ciudad de Chimbarongo.
Más adelante se trasladó a San Fernando, donde los Bouchon eran propietarios de un campo que tenía desde panadería y talleres, hasta molinos y turbinas que generaban electricidad.
Contrajo matrimonio el 12 de diciembre de 1977 en Las Condes con Catalina Christiane Recordon Martin (hija del arquitecto y atleta Mario Recordon), con quien tuvo cinco hijos: Luis Felipe, Catalina Francisca, Maximiliano José, Amalia María y Mario Eduardo.

## Actividad pública y privada
A los quince años se trasladó a Santiago para estudiar en The Grange School. De ahí pasó a la Universidad de Chile, donde cursó derecho, titulándose en 1978.
En 1979, junto a su amigo Andrés Allamand, formó el estudio de abogados Allamand, Barros, Mayol, Varela, Wagner y Cía.
Vinculado al agro a través de Copeval, empresa de la cual su familia fue fundadora en 1956 y de la cual fue elegido presidente del directorio en 2003, fue consejero de la Sociedad Nacional de Agricultura (SNA) por más de dos décadas y director en cuatro oportunidades antes de convertirse en su presidente, en abril de 2009, cargo en el que fue reelecto para el siguiente término en 2011. 
En 2003, ingresó al estudio jurídico Urenda y Cía. En 2006 se reintegró a su antiguo bufete, ahora denominado Allamand, Schaulsohn, Varela, Mayol, Vargas & Schultz.
En diciembre de 2011 fue designado ministro de Agricultura, cargo en el que reemplazó al renunciado José Antonio Galilea y en el que le tocó encarar, de entrada, los incendios forestales declarados en las regiones del Biobío, la Araucanía y Magallanes, los cuales dejaron como resultado más de 45.000 hectáreas quemadas y siete brigadistas muertos. Dejó el cargo, junto con el fin del primer gobierno de Piñera, el 11 de marzo de 2014.
El 11 de marzo de 2018 asumió como intendente de la Región de la Araucanía, como parte del segundo gobierno de Sebastián Piñera. Luego de los cuestionamientos recibidos a raíz de sus declaraciones respecto de la muerte de Camilo Catrillanca, renunció a su cargo el 20 de noviembre del mismo año.
El 23 de abril de 2019, asumió como director titular del directorio de Aguas Andinas.
En las elecciones de convencionales constituyentes de Chile de 2021 fue elegido con la primera mayoría representante por el distrito 23.

## Historial electoral

### Elecciones de convencionales constituyentes de 2021
- Elecciones de convencionales constituyentes de 2021, para convencional constituyente por el Distrito N° 23 (Padre Las Casas, Temuco, Carahue, Cholchol, Freire, Nueva Imperial, Pitrufquén, Saavedra, Teodoro Schmidt, Cunco, Curarrehue, Gorbea, Loncoche, Pucón, Toltén y Villarrica)

| Candidato                  | Pacto                       | Partido | Votos  | %   | Resultados   |
| -------------------------- | --------------------------- | ------- | ------ | --- | ------------ |
| Luis Mayol Bouchon         | Vamos por Chile             | RN      | 15.451 | 9.5 | Convencional |
| Stephan Schubert Rubio     | Independiente               | Ind.    | 9.748  | 6.0 |              |
| Manuela Royo Letelier      | Apruebo Dignidad            | Ind-PI  | 8.607  | 5.3 | Convencional |
| Helmuth Martínez Llancapán | La Lista del Pueblo         | Ind.    | 7.218  | 4.4 | Convencional |
| Luz Alca Turra             | La Lista del Pueblo         | Ind.    | 7.120  | 4.4 |              |
| Pablo Herdener Truan       | Vamos por Chile             | UDI     | 6.328  | 3.9 |              |
| Eduardo Castillo Vigouroux | Lista del Apruebo           | PPD     | 5.695  | 3.5 | Convencional |
| Lorena Céspedes Fernández  | Independientes No Neutrales | Ind.    | 5.546  | 3.4 | Convencional |
| Angélica Tepper Kolossa    | Vamos por Chile             | Ind-RN  | 4.888  | 3.0 | Convencional |